# Feuerwehrmuseum Nidda

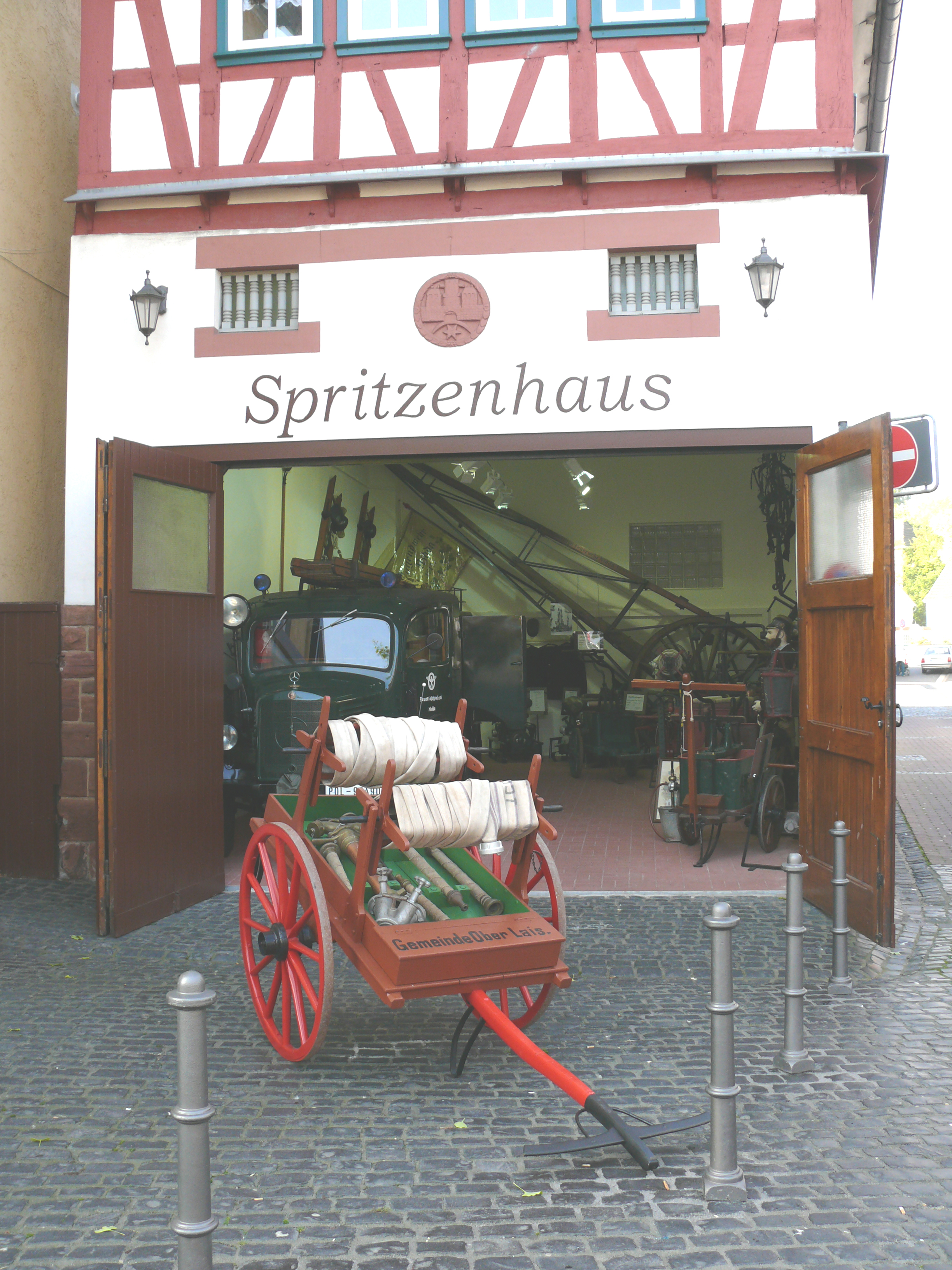
Ehemaliges Spritzenhaus, Gerbergasse 2/Nidda. Beherbergt jetzt das Feuerwehrmuseum.

Das Niddaer Feuerwehrmuseum dokumentiert die Entwicklung des Feuerwehrwesens zwischen circa 1850 und 1950 in der Gemeinde im Wetteraukreis. Vor allem an verkaufsoffenen Sonntagen oder bei Festen auf dem Marktplatz und erst Recht bei den beliebten Oldtimertreffen mit historischen Feuerwehrfahrzeugen von nah und fern erhält das Feuerwehrmuseum regen Zuspruch.

## Geschichte des Spritzenhauses
Als mehrstöckiges Fachwerkhaus, einst durch die Niddaer Familie Reuning-Ludwig errichtet, diente es über eine Zeitspanne von rund 65 Jahren als Wohnhaus und wurde 1901 nach längerem Lehrstand von der Stadt Nidda erworben. Fünf Jahre später entschlossen sich die damaligen Ratsherren, das Haus zu einem Spritzenhaus umzubauen. Im Zuge dieser Maßnahmen wurde auch ein Schlauchturm errichtet und es wurden zwei Schuppen angebaut. Als Geschenk der Stadt zum 30. Geburtstag der Freiwilligen Feuerwehr Nidda fand am 2. Juni 1907 die feierliche Einweihung des Spritzen- oder auch Feuerlöschgerätehauses in der Gerbergasse statt. Schließlich fehlte es in dem ehemaligen Wohnhaus an Platz und sachgerechten Unterbringungsmöglichkeiten für Fahrzeuge und das zunehmend komplexere technische Equipment sowie an Schulungsräumen. Genau 70 Jahre nach ihrem Einzug, verließ die Feuerwehr ihr historisches Domizil am Marktplatz und zog 1977 in den neuen Feuerwehrstützpunk.
In den Jahren danach diente das Haus unter anderem als Sitz der DRK-Bereitschaft, später als Kleinmarkthalle.
Knapp 30 Jahre nach ihrem Auszug, nämlich 2006, nahmen die Stadt und die Feuerwehr das historische Spritzenhaus erneut in Besitz – rund 780 Arbeitsstunden wandten die Feuerwehrkameraden seinerzeit zur Renovierung des Gebäudes auf und erhielten dabei viel Unterstützung aus der Bevölkerung. Durch Organisator und Gründer Klaus Dickel und die damalige Bürgermeisterin Lucia Puttrich konnte das Gebäude dann noch im selben Jahr seiner neuen Bestimmung zugeführt werden.

## Ausstellung
Viele Fahrzeuge und Gerätschaften, Figuren in Einsatzkleidung, historische Fotos und Dokumente erzählen die Niddaer Feuerwehrgeschichte. Zu vielen Exponaten gibt es eine Anekdoten zu erzählen.
Das älteste Stück des Feuerwehrmuseums ist ein Löscheimer, der zirka 1680 aus Stroh gebunden und mit Ton oder Lehm ausgekleidet wurde. Unmittelbar daneben befinden sich zwei etwa 200 Jahre jüngere lederne Löscheimer aus Nidda und Stornfels, auch die Schläuche waren ursprünglich aus Leder, Bekleidung und Ausrüstung durchaus zweckmäßig, jedoch weit von heutiger Effektivität und dem so wichtigen Selbstschutz für die Einsatzkräfte entfernt. "Wasserdicht ausgekleidete Stroh-, später Ledereimer waren ab dem Mittelalter die einfachsten 'Feuerlöscher', die im Brandfall von Hand zu Hand weitergereicht wurden, wobei die Menschen eine Kette vom Wasserreservoir bis zur Brandstelle bildeten. Ein Löscheimer gehörte deshalb zwingend in jeden Haushalt und wurde auch in Nidda jungen Paaren bei der Eheschließung überreicht.
Von einfachen Holzleitern und Einreißhaken über dampf- und schließlich motorbetriebene Spritzen ging die Entwicklung bis zum Löschgruppenfahrzeug LLG. Das Prunkstück der Ausstellung steht gleich im offenen Eingangstor des Feuerwehrmuseums am Niddaer Marktplatz: Das Löschgruppenfahrzeug LLG, 1941 gebaut bei Daimler-Benz in Mannheim. Die ersten Jahre war das Fahrzeug der Feuerlöschpolizei im Ferneinsatz der Feuerwehr Nidda, nämlich bei Luftangriffen in Frankfurt und Offenbach, Kassel, Gießen, Hanau, Friedberg und Mannheim – wo es auch beschossen wurde und ein paar Löcher im Heck davontrug. Nach 1945 wurde es feuerrot gespritzt und diente der Feuerwehr Nidda weiter bis 1981. Es wurde bei manchen Großbränden eingesetzt, zum Beispiel bei der Firma Himmelsbach (Hornitex). Seit 1981 war das Fahrzeug ausgemustert und wurde in einjähriger Arbeit von vielen Feuerwehrkameraden in den Auslieferungszustand von 1941 zurückversetzt.
Als Signalgeber dienten Turmwachen und Nachtwächter, die die Bevölkerung mit dem Alarmruf 'Feurio!' aus dem Schlaf rissen. Hierzu sind Alarmhörner zu sehen. Von ersten Berufsfeuerwehren kann man sprechen, sobald der "Feuerknecht" als eigener Berufsstand auftaucht und es Feuerlöschverordnungen gibt. Die ersten Freiwilligen Feuerwehren in Deutschland entstanden um 1850 und rekrutierten sich vielfach aus den Mitgliedern der damals ebenfalls noch jungen Turn- und Sportvereine. Löschen und Brandbekämpfung war damals körperliche Schwerstarbeit, selbst wenn die Spritzenwagen mit Pferden zum Brandort gefahren werden konnten, mussten sie mit menschlichem Krafteinsatz präzise justiert werden.

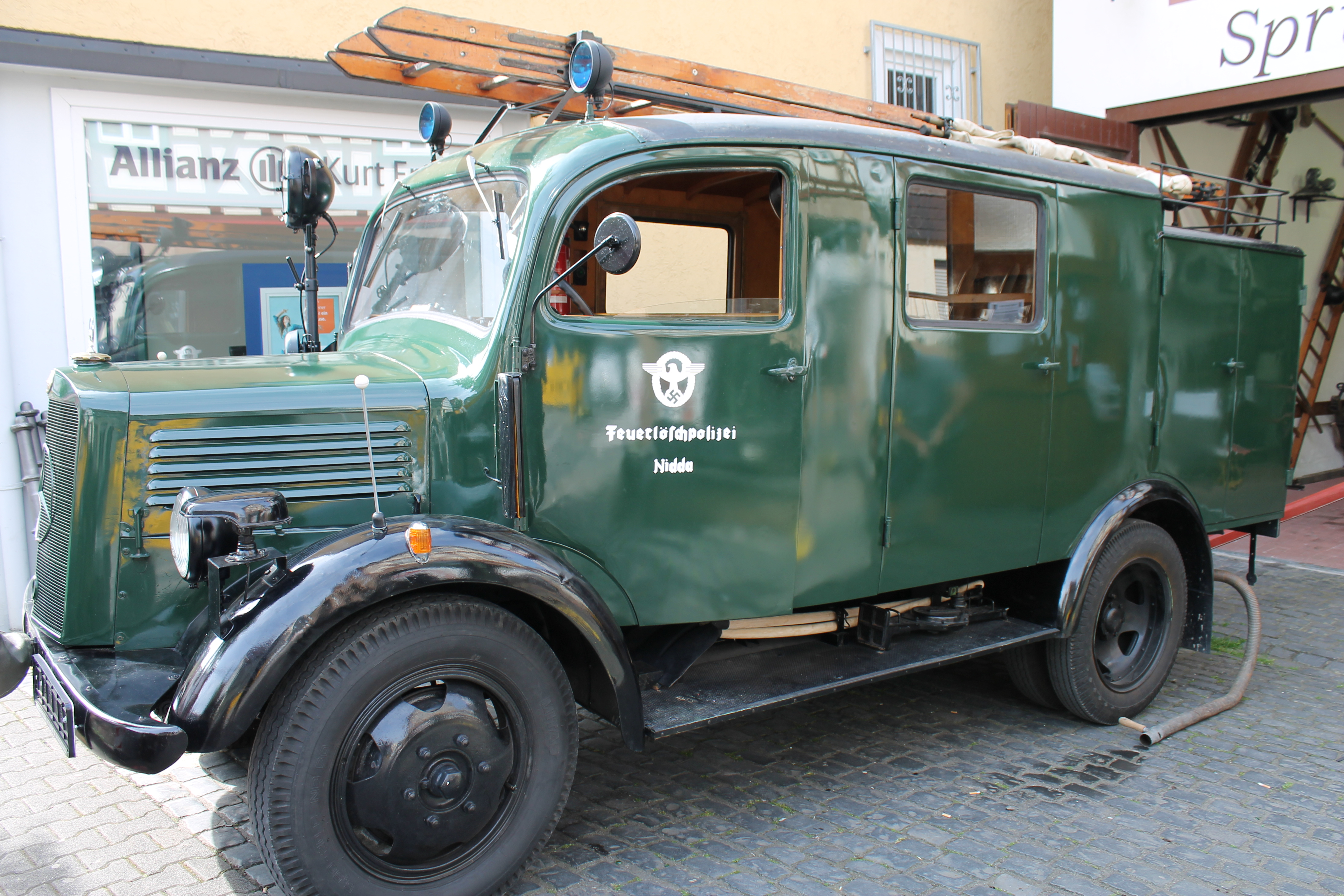
Leichtes Löschgruppenfahrzeug LLG, Baujahr 1941

## Standesamt
Das Feuerwehrmuseum fungiert auch als Außenstelle des Standesamtes Nidda und wird vor allem für Trauungen in den Reihen der Wehr genutzt. Die Nutzung kann beim Standesamt Nidda beantragt werden.